# Franz Hinrich Hesse
Franz Hinrich Hesse (auch Hinrich Hesse; * im 19. Jahrhundert; † im 20. Jahrhundert) war ein deutscher Heimatforscher und Geschichtslehrer. Er forschte insbesondere rund um die Stadt Hannover und die – heutige – Region Hannover.

## Leben
Franz Hinrich Hesse wirkte zur Zeit der Weimarer Republik in den 1920er-Jahren als Geschichtslehrer an der Humboldtschule in Hannover-Linden. Einer seiner Schüler dort war der spätere Archäologe und Museumsdirektor Helmut Plath.
Hesse veröffentlichte insbesondere zur Geschichte der Stadt Hannover. Ein – unveröffentlichtes – Manuskript Straßen-Namen von Groß-Hannover findet sich im Stadtarchiv Hannover im Nachlass von Martin Bartholdy und diente dem hannoverschen Archivar Helmut Zimmermann als Quelle für seine 1992 veröffentlichte Publikation Die Strassennamen der Landeshauptstadt Hannover.

## Schriften
- Straßen-Namen von Groß-Hannover, Manuskript, circa 1925 bis 1933, im Nachlass von Martin Bartholdy im Stadtarchiv Hannover
- F. H. Hesse: Führer durch Hannover Stadt und Land. Heimatkundliche Wahrzeichen. Ein Begleiter auf Wanderungen durch Stadt Hannover und Umgegend. Nach Standort, Herkunft, Bedeutung usw. zusammengestellt und beschrieben, 227 Seiten mit 16 Bildtafeln, Hannover: Helwingsche Verlagsbuchhandlung, 1929
- F. H. Hesse (Hrsg.): Wanderungen durch Heide, Moor und Wald. Ein Führer durch Hannovers nähere Umgebung, die Garbser Berge, der Dedenser Forst, der Haster und Misburger Wald, das Steinhuder Meer usw. Mit 17 Höhenschichten-Karten im Massstabe 1:50000. Mit heimatkundlichen Beiträgen, Hannover: Cruse, [1931]
- Hinrich Hesse: Die Grabinschriften des Gartenkirchhofs in Hannover. In: Zeitschrift der Gesellschaft für niedersächsische Kirchengeschichte. Jg. 44 (1939), S. 235–290. (Die ausführlichste Auflistung der Grabinschriften vor dem Zweiten Weltkrieg: 450 Gräber wurden vom Verfasser aufgenommen.)
- F. H. Hesse: Rund um Hannover. Nachschlagebuch und heimatkundlicher Führer durch Dörfer und Städte, hrsg. auf Anregung der Hannoverschen Heimatfreunde e. V. vom Landes-Fremdenverkehrsverband Niedersachsen-Weserbergland, Hildesheim: Lax, 1941
- Franz Hinrich Hesse (Bearb.): Hannoversche Wahrzeichen. Ein Nachschlagewerk und heimatkundlicher Führer, hrsg. vom Heimatbund Niedersachsen, 103 Seiten mit 10 Bildblättern, 2. Auflage, Hannover; Altes Rathaus: Selbstverlag des Heimatbundes Niedersachsen, 1953

## Archivalien
Archivalien von und über Franz Hinrich Hesse finden sich beispielsweise
- Straßen-Namen von Groß-Hannover, Manuskript im Stadtarchiv Hannover im Nachlass von Martin Bartholdy[1]
- im Niedersächsischen Landesarchiv (Standort Hannover): Buchexemplar Franz Hinrich Hesse: Heimatkundliche Wahrzeichen, ein Begleiter auf Wanderungen durch die Stadt Hannover und Umgegend, Hannover 1929, „[…] Prof. Dr. Ludewig gewidmetes Exemplar mit handschriftlichen Nachträgen Ludewigs“, 1929; Archiv-Signatur  NLA HA V.V.P. 4 Nr. 71[3]